# Pochod za rovnost (Kyjev)

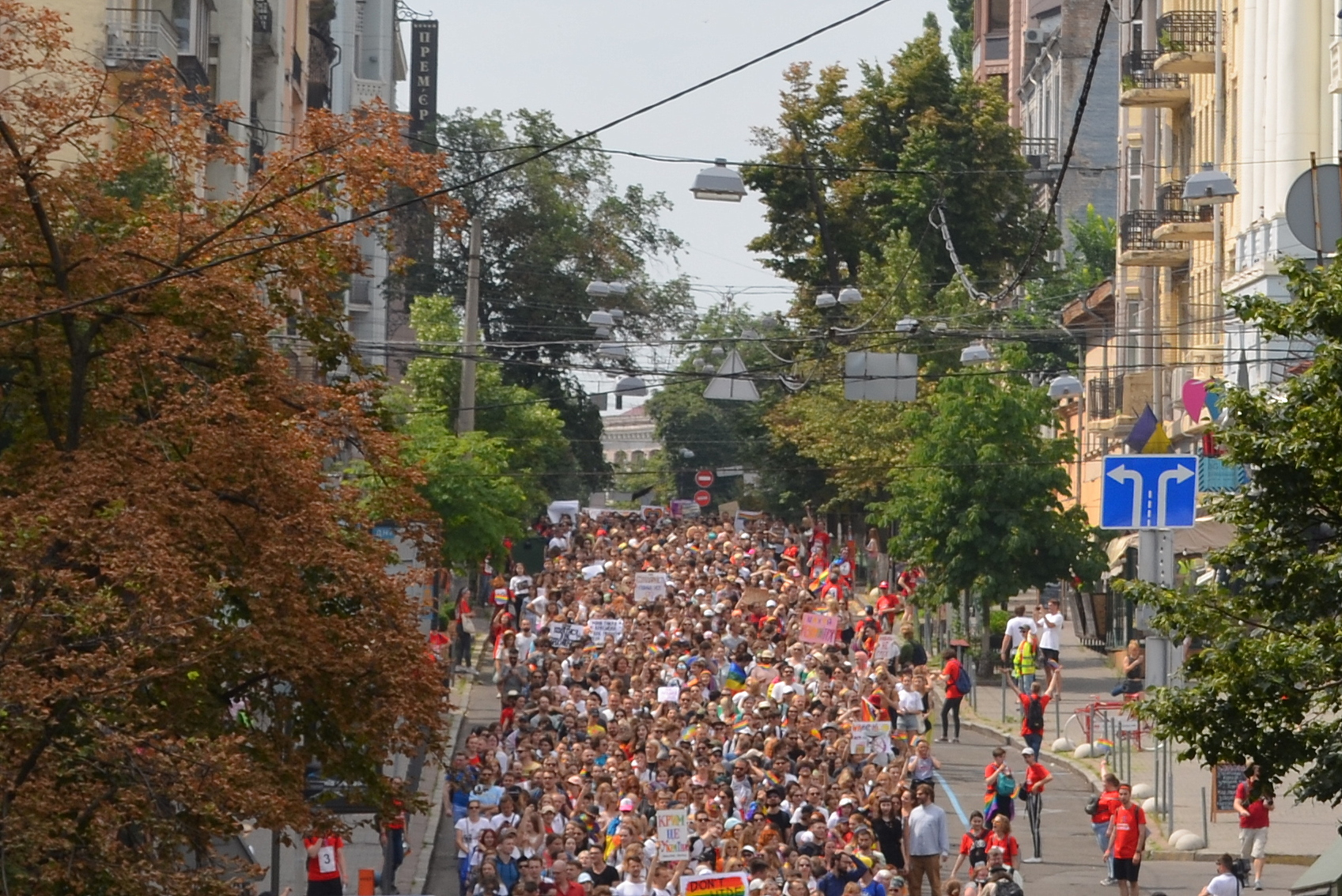
Pochod v roce 2019

Pochod za rovnost (či pochod rovnosti, ukrajinsky Марш рівності, rusky Марш равенства) je festival hrdosti ukrajinské LGBT komunity pořádaný v hlavním městě Kyjevě.
Podobná akce se poprvé konala v roce 2013, následujícího roku ji úřady z bezpečnostních důvodů odmítly povolit.
Dne 6. června 2015 se historicky druhého pochodu, který se uskutečnil na nábřeží Dněpru daleko od centra Kyjeva, zúčastnilo asi 300 demonstrantů. Napadlo jej asi 20 ultranacionalistů zejména z radikální organizace Pravý sektor s kuklami na hlavách, kteří metali kameny a odpadkové koše, akci samotnou se jim však narušit nepodařilo. Devět policistů utrpělo zranění, jeden z nich těžké. Kyjevský starosta Vitalij Kličko žádal přísné potrestání násilníků.
V červnu 2017 se za přísných bezpečnostních opatření sešlo kolem 2 500 lidí. Akce pod heslem „Lidská práva nade všechno“ byla vyvrcholením týdenního festivalu nazvaného KyivPride a zúčastnila se jí mimo jiné i poslankyně Evropského parlamentu za Zelené Rebecca Harmsová. Podle hlášení došlo k menším potyčkám s nacionalistickými a ortodoxními pravoslavnými odpůrci. Policie zadržela šest lidí.
V červnu 2018 se do pochodu zapojilo zhruba 5 000 účastníků. Podle údajů ministerstva vnitra na akci dohlížel zhruba obdobný počet policistů. Průvodu se postavil do cesty dav pravicových radikálů, policie pro uvolnění trasy použila obušky a slzný plyn, kolem 60 lidí zadržela, při střetech bylo zraněno 5 policistů a 10 demonstrantů.
Další ročník pochodu se uskutečnil pod heslem „Naše tradice je svoboda“ 23. června 2019. Byl poměrně poklidný a nenásilný, zároveň návštěvností dosud největší. Podle údajů organizátorů se zapojilo asi 8 000 účastníků, poprvé včetně skupiny asi 20 bývalých nebo současných LGBT vojáků. Zúčastnilo se i několik významných politických osobností, např. britská velvyslankyně na Ukrajině Judith Gough či zástupci americké ambasády.